# 조제프 크로너

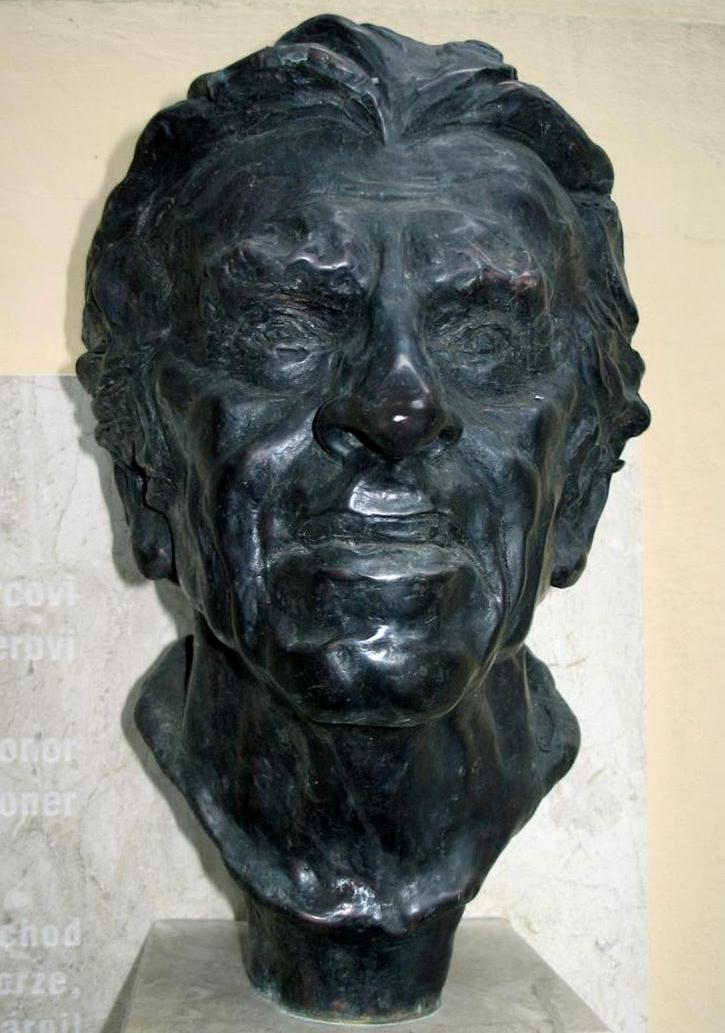

조제프 크로너(Jozef Kroner, 1924년 3월 20일 ~ 1998년 3월 12일)는 슬로바키아의 배우이다.
브라티슬라바에서 사망하였다.

## 영화
- 눈 위에 드리워진 그림자 (1991년)
- 더 밀레니얼 비 (1983년)
- 솔트 & 골드 (1983년)
- 또 다른 길 (1982년)
- 거짓말하는 남자 (1968년)
- 중심가의 상점 (1965년) - 안토닌 역